# Roland Kaiser
Roland Kaiser (pseudoniem van Ronald Keiler, Berlijn 10 mei 1952) is een Duitse schlagerzanger die meer dan 80 miljoen platen heeft verkocht.
In 1974 bracht Roland Kaiser zijn eerste single, Was ist wohl aus ihr geworden, uit. De volgende jaren werd hij zeer populair in Duitsland en scoorde hij er veel hits. Eind 1980, begin 1981 scoorde hij ook in Nederland en Vlaanderen een nummer 1-hit met het nummer Santa Maria. Het zou zijn enige hit in Nederland en Vlaanderen blijven, maar in Duitsland bleef hij hits scoren.
In Nederland was de plaat op zaterdag 15 november 1980 de 128e Favorietschijf bij de NCRV op Hilversum 3 en werd een gigantische hit in de destijds drie hitlijsten op de nationale publieke popzender. De plaat bereikte de nummer 1-positie in zowel de Nederlandse Top 40, de Nationale Hitparade als de TROS Top 50. In de Europese hitlijst op Hilversum 3, de TROS Europarade, werd de 4e positie bereikt.
In België bereikte de plaat de nummer 1-positie in zowel de voorloper van de Vlaamse Ultratop 50 als de Vlaamse Radio 2 Top 30.
Op 24 februari 2024 vierde Kaiser in het ZDF-televisieprogramma Giovanni Zarrella präsentiert: 50 Jahre Roland Kaiser dat hij vijftig jaar in het artiestenvak zat. Hierbij waren vele gasten aanwezig, onder wie Maite Kelly, Thomas Anders, Kirstin Ott, Nino de Angelo en Semino Rossi.

## Discografie

### Albums
| Album met eventuele hitnotering(en) in de Nederlandse Album Top 100 | Datum van verschijnen | Datum van binnenkomst | Hoogste positie | Aantal weken | Opmerkingen |
| ------------------------------------------------------------------- | --------------------- | --------------------- | --------------- | ------------ | ----------- |
| Santa Maria                                                         |                       | 20-12-1980            | 16              | 8            |             |

### Singles
| Single met eventuele hitnotering(en) in de Nederlandse Top 40 | Datum van verschijnen | Datum van binnenkomst | Hoogste positie | Aantal weken | Opmerkingen                                       |
| ------------------------------------------------------------- | --------------------- | --------------------- | --------------- | ------------ | ------------------------------------------------- |
| Was ist wohl aus ihr geworden                                 | 1974                  |                       |                 |              |                                                   |
| Santa Maria                                                   | 1980                  | 22-11-1980            | 1(2wk)          | 11           | Nr. 1 in de Nationale Hitparade en de TROS Top 50 |
| Gloria / Lieb mich ein letztes Mal                            |                       | 11-4-1981             | tip             |              |                                                   |

### NPO Radio 2 Top 2000
Van Roland Kaiser stond alleen Santa Maria in 2000 in de NPO Radio 2 Top 2000, op plek 1901.
- Biblioteca Nacional de España: XX1750234
- Gemeinsame Normdatei: 133880117
- International Standard Name Identifier: 0000 0000 7978 2340
- Library of Congress Control Number: no98005276
- MusicBrainz: efa2f016-ec5f-4a12-9857-c2801ea4704b
- Virtual International Authority File: 77516400
- WorldCat: E39PBJrWBfhhhCc8XK4d77bcfq